# Grand Aquarium Saint-Malo
Koordinaten: 48° 37′ 10″ N, 1° 59′ 40″ W
Das Grand Aquarium Saint-Malo ist ein Meeresaquarium in Saint-Malo im Nordwesten Frankreichs in der Region Bretagne.

## Hintergrund
Auf einer Gesamtfläche von 4000 m2 und mit einem Fassungsvermögen von ca. 2,5 Millionen Liter Wasser beheimatet das Grand Aquarium Saint-Malo in 46 Wasserbecken rund 11.000 Tiere in ca. 600 verschiedenen Arten.
Zu den Hauptattraktionen im Grand Aquarium Saint-Malo gehören das „Bassin Tactile“, ein 120 m2 großes Meereswasserbecken zum Berühren und Fühlen, sowie der 600.000 Liter große „anneau des requins“, ein 360-Grad-Haifischbecken, in dem man sieben bis zu drei Meter lange Haie und drei Meeresschildkröten rundherum aus nächster Nähe beobachten kann.
Des Aquarium gehörte von 1996 bis 2011 der französischen Freizeitpark-Kette Grévin & Cie. Im Januar 2011 wurde es von der Freizeitpark-Kette Looping Group übernommen.

## Galerie
|  |  |  |  |  |  |  |